# 제갈량
제갈량(중국어 정체자: 諸葛亮, 간체자: 诸葛亮, 병음: Zhūgě Liàng 주거량[*], 181년~234년 10월 8일)은 중국 삼국시대 촉한의 재상, 정치인이다. 자는 공명(중국어: 孔明, 병음: Kǒngmíng 쿵밍[*])이며 자를 포함해서 제갈공명이라고도 한다. 별호는 와룡(臥龍) 또는 복룡(伏龍), 시호는 충무(忠武), 작위는 무향후(武鄕侯)이다. 후한 말 군웅인 유비를 도와 촉한을 건국하는 제업을 이루었다. 형주 남부 4군을 발판으로 유비의 익천을 도왔다. 221년 유비가 제위에 오르자, 승상에 취임하였고, 유비 사후 유선을 보좌하여 촉한의 정치를 주장하였다. 227년부터 지속적인 북벌(北伐)을 일으켜 8년 동안 5번에 걸쳐 위나라의 옹·양주 지역을 공략하였다. 234년 5차 북벌 중 오장원(五丈原) 진중에서 54세의 나이로 병사하였다. 중국 역사상 지략과 충의의 전략가로 많은 이들의 추앙을 받았다. 그가 위나라 토벌을 시작하면서 유선에게 올린 출사표는 현재까지 전해 내려온다.

## 위진남북조시대 진나라와 당나라와 송나라의 추존왕
동진 시기 제갈량을 무흥왕(武興王)으로 추존하였다.

## 생애
제갈량의 생애는 크게 형주 시절, 입촉과 유비가 죽기 전, 그리고 유선대에 이르러 남정과 북벌을 할 시기로 나눌 수 있다.

### 출생 및 서주대학살
제갈량은 서주 낭야국 양도현(陽都縣, 현재의 산둥성 린이시 이난현) 출생이다.
친형은 제갈근(諸葛謹)이고, 누나 2명, 친동생은 제갈균(諸葛均)이다. 어떤 기록에는 제갈량의 친모는 제갈균이 태어나기 전인 제갈량이 2~3살 쯤에 세상을 떠났고 제갈균은 제갈량의 새어머니에게서 태어났다고 한다.  친형제라고는 하나 제갈량과 제갈균은 7살이라는 나이차이가 난다.15세가 되기 전에 부친과 모친이 돌아가셔서 한동안 숙부 제갈현(諸葛玄)이 예장에서 제갈량을 돌봤다. 제갈현이 죽은 후 조조가 서주대학살을 일으켰고 제갈씨 가문은 이 때  피난을 가게 되었는데 형인 제갈근은 강동으로 내려간 뒤 손권의 가신으로 들어가서 생계를 책임지기로 하고 제갈량이 가문의 당주가 되어 일족들을 이끌고 형주로 피난갔다. 이 일로 인해 제갈량은 손권에게는 매우 우호적인 성향이 된 반면 조조와는 불구대천이 되었다.

### 융중 시절
제갈량은 난을 피해 형주로 이주하였다. 그는 양양(襄陽) 인근의 융중이란 마을에서 학문(學文)과 농사로 소일 했는데, 이 시기에 지었다는 양보음(장송곡의 일종)은 현재까지 전해지고 있다. 당시 형주는 전란을 피해 온 명망 높은 문인들이 많았는데, 제갈량은 이들과 활발히 교류하였다. 또 그는 양양 지역의 유명한 문인이였다. 그 결과 20대 중반의 나이에 재야의 현인(賢人)으로 상당한 명성을 얻게 되었다.

### 유비의 참모로 출사함
당시 유비는 여남에서 조조에게 패한 후 유표(劉表)에게 의탁하고 있었는데, 제갈량의 명성을 듣고 융중으로 직접 찾아와 제갈량을 자신의 모사로 두었다. 이 때 만들어진 고사가 유명한 삼고초려(三顧草廬: 초가집을 세 번 찾아가다.)이다. 사실 삼고초려는 제갈량이 스스로 유비에게 출사했다는 구주춘추나 위략의 기록과는 다르다. 반면 출사표와 정사 삼국지의 기록에서는 유비가 세 번만에 제갈량을 만났다는 정황이 보이기 때문에, 현재에는 사실로 받아들여지고 있다.
선제께서 신을 비루하게 여기지 않으셔서 세 번이나 몸을 낮추어 초려를 찾아주시고, 신에게 친히 형세의 일을 물으시니 신은 감격하여 선제께 이 한 몸 바치리라고 결심하였습니다 - 출사표 중

이후 화북 일대를 석권한 조조가 형주를 공격해오자, 남쪽으로 퇴각하는 유비를 수행하였다. 이 과정에서 유비는 조조군의 추격을 받아 당양에서 패주하는 등 위기에 몰리지만, 유표의 장남 유기의 구원으로 강하 지역에 둔병하여 한동안 소강 상태를 이루었다. 이후 조조가 동진하자, 손권에게 사신으로 가서 반 조조 동맹을 성사시켰다. 결국 208년 11월 손·유 연합군이 적벽에서 조조군을 격파하기에 이른다. 연의에서는 제갈량이 조조군의 화살을 소진시키거나, 제사를 지내 동남풍을 부는 등의 이야기가 있지만 이는 가공이다. 정사에서는 제갈량이 적벽대전 당시 어떤 일을 했는지에 대한 기록이 없다. 정사 삼국지 《선주전》과 《산양공재기》에는 유비가 패주하는 조조군을 남군까지 추격했다는 기록이 있기 때문에 이 과정에서 참모로 종군하거나 병참 등을 담당한 듯 하다. 이후 유비가 형남 4군(장사, 계양, 무릉, 영릉)을 정벌할 때 군사중랑장으로 임명되어 행정(行政)과 병참(兵站)을 담당하였다. 즉, 내정에서의 수완은 유비에게 인정받은 듯 보인다.

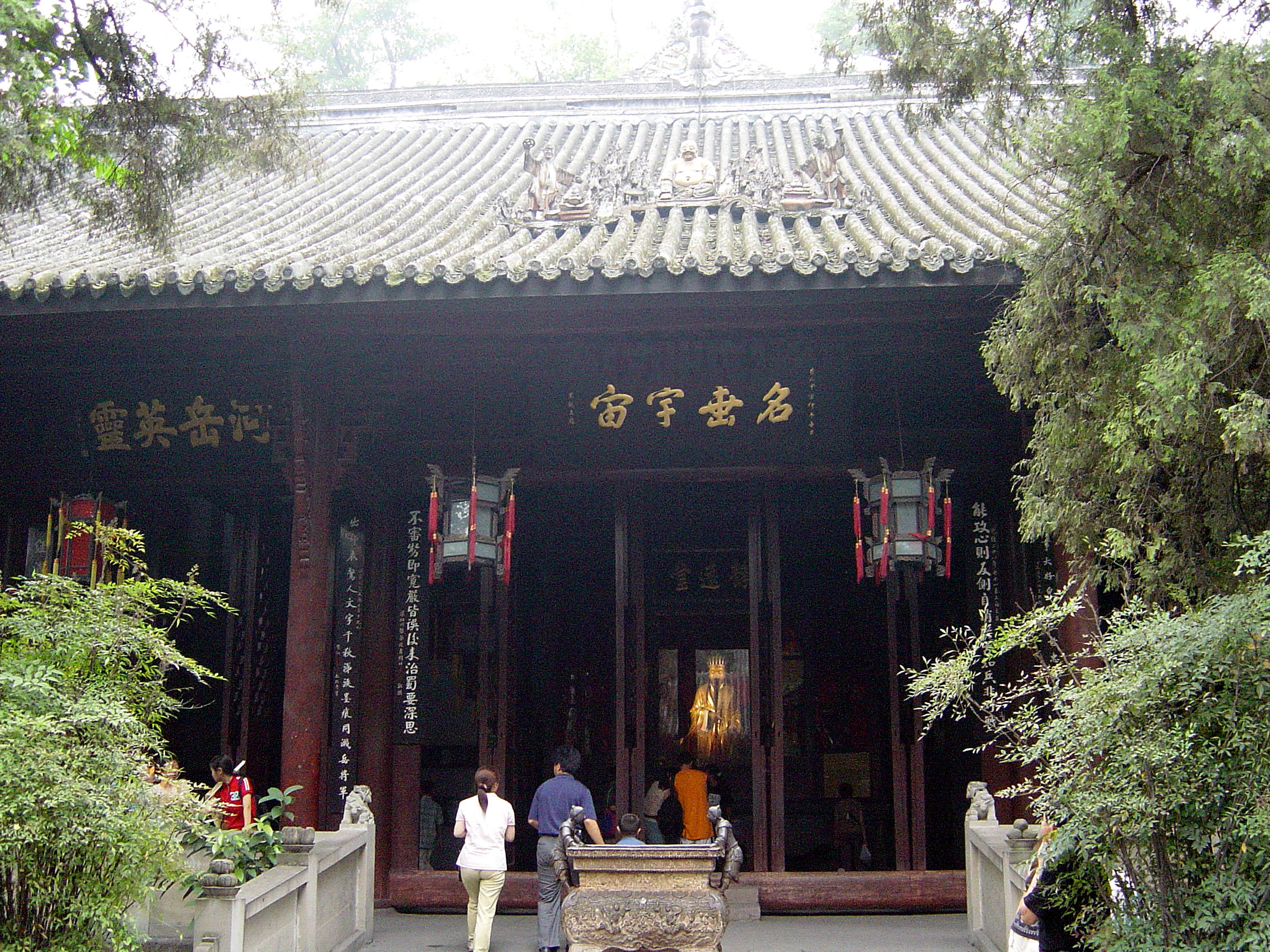
무후사(武侯祠)

### 입촉 및 촉한의 건국
형주 남부를 장악한 유비는 이후 서촉(西蜀)을 차지할 계획을 세운다. 211년 한녕의 장로가 유장을 공격하자, 유비는 이를 구원한다는 명목으로 서천으로 출병하였다. 결국 212년 유비와 유장과 전쟁이 발발하자 형주 병력을 이끌고 서촉으로 진격한다. 연의에서는 방통(龐統)이 죽자 군대를 이끌고 참전한 것으로 되어있으나, 실제로는 유비와 방통이 부수관을 공격하자 바로 서촉으로 진군하였다.
214년 유장(劉璋)이 항복한 후 '군사장군(軍師將軍)'에 임명이 되는데, 이후 유비가 황제를 칭할 때까지 이 직위에 머물러 있었다. 군사장군이란 직위가 이름을 붙여 만든 잡호직(雜號職)에 속하므로 이 시기에는 유비 정권 내에서 제갈량의 위상이 높지 않았다는 평가도 있다. 하지만 정사 삼국지 가후전에서 조조가 제갈량의 정치가 뛰어나다고 평가한 기록이 있기 때문에, 그 권한이 상당했으리라 주장하는 이도 있다. 이 시기에 새로운 법률인 촉과(蜀科)를 만들고 익주의 국가적 구조조정에 참여하였다.
219년 유비와 조조간의 일생일대의 격전인 한중공방전이 발발한다. 반년 간에 걸친 전쟁은 유비의 승리로 끝나는데, 연의의 기록에서는 갖가지 계책을 펼쳐 조조군을 격파한 핵심 브레인으로 묘사되어 있지만, 실제 한중공방전에서 유비를 수행한 참모는 법정(法正), 황권(黃權)이었다. 이 시기 제갈량은 성도에 있었으며, 병참과 보급을 담당했다.
이후 유비가 한중왕이 된 후에도 계속 군사장군 직에 있었고, 221년 유비가 황제에 오르자, 조정의 수장인 승상(丞相)에 취임하였다. 222년 선주(先主: 유비를 말함)는 손권의 공격으로 패사한 관우의 복수를 위해 동오를 공격하는데, 이 때도 성도에 머물며 내정과 병참을 관장하였다. 223년 이릉대전에서 패한 선주가 백제성에서 병사하자, 상서령(尙書令) 이엄(李嚴)과 함께 탁고를 받아 후주(後主: 유비의 장남 유선을 말함)를 보좌할 고명대신이 되었다.

### 남정
선주가 죽고 후주가 즉위하자, 승상(丞相), 녹상서사(錄尙書史), 익주목(益州牧) 및 사례교위(司隸校尉)를 겸하며, 대권을 장악하였다. 이후 12년 동안 촉한의 재상으로서 실권을 행사하였다.
223년 당시 익주 남쪽의 호족이었던 옹개(雍闓), 고정(高定), 주포(朱褒) 등이 손권의 은밀한 지원을 받아 반기를 들어 고정이 초황을 살해하고, 옹개 역시 태수 정앙을 죽이고 후임 태수 장예를 잡아 오로 보냈으며 주포는 파견나온 종사 상기를 살해하여 난을 일으켰다.
제갈량은 일단 내부 사정을 안정시킨 이후 직접 남정에 나섰다. 촉의 남중(월준, 건녕, 장가, 영창)은 유언(劉焉)과 유장 부자가 익주를 장악하던 기간부터 이민족과 토착 호족들이 결탁하여 세력을 형성하고 있었으며, 한중공방전 기간에도 반란이 일어나 이엄을 출전시켜 진압한 전례가 있었다. 제갈량의 남정은 225년 봄부터 같은 해 겨울까지 계속되었으며, 칠종칠금(七縱七擒: 일곱 번 사로잡고 일곱 번 놓아주다.)의 고사를 남기며 성공적으로 반란이 진압되었다. 칠종칠금의 고사는 화양국지와 한진춘추, 자치통감에 기록되어 있으나 현대의 사람들은 이 사건의 신빙성을 의심한다.
삼국지연의에서는 맹획(孟獲)이 반란의 주모자로 등장하지만, 맹획은 촉한과 친화적인 인물이었다. 또한 축융부인, 올돌골 및 목록대왕 등도 연의에서 만들어낸 가공의 인물이다. 남정의 성과 중 하나는 구리광산의 개발이었다.

### 북벌
제갈량의 북벌 계획들은 익주 북부의 중심지인 한중에서 출발한다. 3세기 당시 한중은 원시림에 둘러싸인 상대적으로 한적한 지역이었다. 그러나 한중은 한강 유역의 비옥한 평야가 북쪽의 진령산맥과 남쪽의 대파산맥으로 둘러싸인 군사적 요충지로서, 남쪽으로는 풍요로운 쓰촨 분지의 평야에 닿았고, 북쪽으로는 위수를 넘어 북서쪽의 서량(오늘날의 감숙성) 하서주랑 건조지대로 통할 수 있었다.
진령산맥은 장안과 한중 사이의 막강한 자연장벽으로 존재하는데, 산맥 자체가 여러 개의 평행한 산줄기가 겹쳐 있는 데다가 온갖 계곡이 가지쳐서 미로처럼 얽혀 있었다. 지진으로 인한 구조 파괴로 지형학적으로는 매우 어지럽고 복잡했다. 남쪽에서 북쪽으로 나갈 수 있는 길은 소위 잔도라고 불리는 매우 적은 험준한 길들 뿐이었다. 제갈량의 북벌에서 주요 전투들과 거점 탈환전은 이 잔도들을 주위로 벌어진다.

자오도(子午道): 한중에서 출발해 장안에 도착한다. 북쪽 입구를 자곡, 남쪽 입구를 오곡이라 하여 통틀어 자오곡이라고 한다. 가장 동쪽에 있는 길이며, 자곡이 장안성 코앞에 있다. 그러나 길이가 660리로 긴데다 좁고 험준하기까지 하여 잘 사용되지는 않았다.
당낙도(儻駱道): 한중에서 출발해 자오도를 따라가다가 낙성에서 북쪽으로 갈라져 장성현으로 나온다. 길이는 420리. 낙곡도라고도 한다. 길이와 위치가 모두 애매해서 제갈량의 북벌 때는 사용되지 않았고, 나중에 위가 촉을 공격할 때 한번 사용된다(낙곡 대전).
야곡도(斜谷道): 한중에서 출발해 오장원에 도착한다. 오장원에서 위수를 건너면 미현이다. 길이는 470리. 초한상쟁 때 장량이 불태운 잔도인 포야도(褒斜道)와 같은 길이다.
기곡도(箕谷道): 한중에서 출발, 야곡도와 같은 방향으로 가다 중간에 동쪽으로 갈라진다. 기곡도 출구에서 위수를 건너면 진창이다. 기원전 3세기 진나라 때 개발된 오래된 길으로, 진창고도(陳倉故道)라고도 한다. 초한상쟁 때 한신이 장한을 잡았던 "암도진창"의 진창도가 바로 이 길. 길이는 야곡도와 얼추 비슷.
기산로(祁山路): 한중에서 출발해 한수를 따라 서쪽으로 가서 진령산맥의 서쪽 끝인 기산에 도착한다. 기산에서 북진하면 천수군이 지척이고, 천수에서 동쪽으로 향하면 진창이다. 길이 상대적으로 넓고 편하지만 길이도 가장 길다.}}
227년 제갈량은 선주의 유조를 명분으로 위(魏)나라에 대한 북벌군을 일으켰다. 출진하기에 앞서 올린 상주문이 바로 유명한 출사표이다. 이는 350자로 되어 있으며, 선주에 대한 충성과 후주에 대한 당부가 담겨있다. 북벌은 227년부터 234년까지 8년간 다섯 번 이루어졌다. 제갈량은 북벌 기간 동안 전쟁이 없는 상황에도 한중에 상주했는데, 이 기간 촉한은 준전시 체제로 운영되었던 것으로 보인다.

#### 1차 북벌
228년 봄 제갈량은 사곡(옹주 서부)과 기곡(장안의 서쪽)으로 동시에 진격하였다. 이 때 사곡의 본진은 제갈량이 지휘하였고, 기곡에 파견된 별동대의 지휘관은 조운이었다. 위의 명제(明帝)는 조진(曹眞)을 도독으로 삼아 방어하게 하였고, 조진은 장안과 가까운 기곡에 전력을 집중시켰다. 제갈량이 사곡에 진출하자 옹주 일대의 호족들이 일제히 호응하였고 남안, 천수, 안정 3군을 점령하게 된다. 이 과정에서 제갈량의 후계자로 평가되는 강유(姜維)가 귀순하였다.
이 때 위연(魏延)은 1만의 병사로 진령산맥을 넘어 장안(長安)을 급습하는 "자오곡 계책"을 진언하였다. 당시 장안은 무능하다고 알려진 관중(關中)도독 하후무(夏候楙)가 지키고 있었는데, 위연은 열흘 동안 신속하게 행군하여 자오곡을 지나 장안을 기습하면 하후무가 도주할 것이고, 이를 통해 장안을 점령하면 위군은 사례주 쪽으로 이동할 것이라고 예상하였다. 즉, 전선이 동쪽으로 이동하여 촉한이 옹양주를 장악할 수 있게 되는 것이다. 하지만 제갈량은 각종 위험부담을 이유로 이를 거부하였다.
이후 명제는 자신이 직접 관중으로 출병하는 한편, 당시 위나라 제일의 용장으로 꼽히던 장합(張郃)에게 5만의 군사로 제갈량의 본진을 상대하게 하였다. 장합은 사곡과 한중을 잇는 가정으로 진격하여, 촉군의 보급로를 차단하고자 하였고, 제갈량은 마속(馬謖)에게 방어하게 하였다. 하지만 마속은 협곡을 막아 방어하라는 제갈량의 지시를 무시한 채 산위에 둔병하였고, 장합의 포위전술을 맞아 고전하였다. 왕평(王平)과 고상(高翔)이 분전하였으나, 중과부적으로 대패하였다. 보급로가 끊긴 촉군 본대는 한중으로 퇴각하였고 기곡 전선에서는 조운의 의군 별동대가 조진에게 밀려 한중으로 퇴각하기에 이른다. 이로서 1차 북벌은 실패한다. 이후 제갈량은 마속에게 패전의 책임을 물어 처형했는데, 이 과정에서 읍참마속 또는 휘루참마속이라는 고사가 생겼다.
제갈량은 후주에게 표를 올려 북벌 실패에 대한 사죄의 의미로 스스로 우장군(右將軍)으로 지위를 낮추었지만, 재상의 권한은 유지하였다.

#### 2차 북벌
같은 해 가을 제갈량은 진창으로 진격하였다. 진창은 조진의 부하 장수인 학소(郝昭)가 불과 1천명의 병력으로 수비하고 있었는데, 그는 20일에 걸친 촉군의 공격을 막아내는 저력을 보였다. 이후 조진이 낙양에서 구원군을 이끌고 출병하고, 식량까지 떨어지자 제갈량은 한중으로 귀환하였다. 이 때 복병전을 통해 조진군의 장수인 왕쌍(王雙)의 추격군을 격파하였다.

#### 3차 북벌
229년 제갈량은 진식(陳式)에게 무도와 음평을 기습하게 하였다. 무도와 음평은 옹양주(擁凉州)와 촉을 직접 잇는 메인 루트로 이곳을 점령하면 익주(益州)의 방어가 용이해진다는 장점이 있었다. 위나라에서는 옹양주도독 곽회(郭淮)가 진식의 촉군을 맞아 싸웠는데, 제갈량의 본진이 건위로 진격하자, 곽회는 무도와 음평을 포기하고 퇴각했다. 하지만 겨울이 오자 양측은 소강상태에 진입하고, 제갈량은 한중으로 귀환하여 기회를 엿보게 된다. 무도와 음평을 점령한 공으로 제갈량은 승상직에 복직하였다.
이후 해가 바뀌어 230년이 되자 조진은 군세를 3로로 나누어 반격을 시도하였다. 조진의 본진은 사곡에서 한중을 공격하고, 사마의(司馬懿)와 장합의 2로군은 각각 상용과 무도를 공격하였다. 이에 제갈량은 성고에 본진을 두고 방어하였다. 이후 계속된 여름 장마로 도로가 유실되고, 보급이 어려워지자 위군은 퇴각하였다. 그해 가을 제갈량은 위연에게 강중으로 진출하게 하여 곽회의 위군을 상대하게 했다. 위연은 양계(陽溪)에서 곽회군을 대파하였다.

#### 4차 북벌
231년 제갈량은 다시 기산으로 진격하였다. 이때 위나라는 조진이 병사하고, 사마의가 대촉전쟁을 주관하는 진서대도독으로 기용된다. 4차 북벌부터 제갈량은 목우유마(木牛流馬)를 사용하여 보급의 수송력을 높이고, 둔전(屯田)을 강화한다. 이는 매 북벌에서 문제가 된 군량 부족 문제를 해결하기 위한 노력이었다. 촉군은 상규에서 가을 보리를 수확하는 한편, 비요, 곽회의 위군을 격파하였다. 이후 노성에서 촉군과 위군의 대규모 전투가 벌어지는데, 사마의를 제갈량이 상대하고 장합을 왕평이 막았다. 이 전투는 촉군이 위군을 격파하여 촉군의 승리로 끝난 듯 하다. 노성 전투 이후 사마의는 본영으로 퇴각하여 촉군에 대한 전략을 견벽거수(見辟擧守: 벽을 바라보며 수비만 함)로 수정하고 수비로만 일관하였다. 하지만 이 시기에 병참을 담당한 이엄(李嚴)의 태업이 발생하였고, 촉군은 다시 군량부족으로 퇴각하였다. 사마의는 참모들의 반대를 무릅쓰고 장합에게 촉군을 추격하게 하는데, 장합은 목문도(木文道)에서 촉군의 매복계에 걸려 전사하였다.
제갈량은 이후 조정에 복귀하여 표기장군 이엄에 대한 진상조사 후 이엄의 태업이 밝혀지자 연명장을 올려 탄핵, 이엄은 그에 따라 면직되어 재동군으로 이주하게 된다.

#### 5차 북벌
234년 제갈량은 북벌을 재개하였다. 기존의 북벌이 7~8만 정도의 병력으로 이루어진데 반해, 5차 북벌은 10여 만의 병력이 투입된 최대 규모였다. 촉군은 오장원에 둔병하여 위군과 대치했는데, 제갈량이 양염을 시켜 무공수를 건너자 사마의가 공격하였으나 제갈량이 무공수를 건너오자 퇴각한다. 이후 제갈량은 두번의 기만기동으로 위군의 허를 찌르나 곽회만이 이를 간파하여 위급한 상황에 이르지 않을 수 있었다. 그 사이 촉군은 위빈 일대 오장원 지역에서 식량을 비축하고 해당지역 주민들과 친화력을 높여 가면서 주변을 장악하였다. 이 와중에 위군인 총수인 사마의는 견벽거수 전략을 고수하였으며 제갈량은 위군이 전투에 나서도록 하기 위해 도발했으나, 사마의는 수비로만 일관하며 움직이지 않았다. 결국 4개월 간의 대치 끝에 그해 10월 진중에서 병사하였다. 그의 나이 54세였다.
제갈량이 죽자 촉군은 양의(楊義)의 지휘아래 한중으로 퇴각하였고 이 사실을 안 사마의는 추격하여 촉군을 격퇴하려 했으나 촉군이 바로 공격할것처럼 태세를 전환하니 곧바로 군사를 물러 퇴각하고 다시 촉군을 핍박할 생각을 하지 못했다. 촉군이 완전히 퇴각한 후에야 사마의는 자신이 속았다는 것을 알고 추격하려 했으나 실패하였다. 이 과정에서 양의와 사이가 나빴던 위연이 반란을 일으키지만, 왕평과 마대(馬代)의 활약으로 진압되었다.
제갈량의 영구는 성도로 운구되어, 유언대로 한중의 정군산에 매장되었다. 자손들에게 남긴 재산으로는 뽕나무 800그루와 척박한 농토 15경이 있었다고 한다.
소설 《삼국지연의》에서는, 이때 제갈량은 자신이 죽을 때를 알고 북두를 향해 기도한 뒤 7일간 등불이 꺼지지 않으면 수명이 12년 연장된다는 의식을 행했지만, 6일째 되는 날 위군의 기습을 알리려고 온 위연이 등을 밟아 불이 꺼지는 것으로 묘사한다.

## 평가
제갈량에 대한 가장 일반적인 평가는 정사《삼국지》에 실린 진수의 평이다.
제갈량은 백성들을 안정시키고, 가야 할 길을 제시하고, 시대에 맞는 정책을 내고, 마음을 열고, 공정한 정치를 행하였다. 이리하여 영토 안의 사람들은 모두 그를 존경하고 사랑했다. 형벌과 정치는 엄격했는데도 원망하는 자가 없었던 것은 그의 마음가짐이 공평하고 상벌이 명확했기 때문이다. 그러나 매년 군세를 동원하면서 성공을 거둘 수 없었던 것은, 생각하건대 임기응변의 군략은 그의 장기가 아니었기 때문이 아닐까.

진수는 제갈량을 정치가 및 행정가로써 높이 평가하였지만 군사적 능력은 이에 미치지 못했다고 기술하고 있다. 이에 대해 진수의 아버지가 제갈량에게 곤형(머리를 깎고 근신토록 하는 형벌)을 당했기 때문에 진수가 개인적인 감정으로 제갈량을 비판한 것이라고 주장이 있다. 하지만 후일 진수가 진(晉) 무제에게 올린 상소문에서 제갈량을 관중과 소하에 버금간다고 극찬한 것을 감안하면 진서의 주장은 신빙성이 떨어진다. 또한 이를 근거로 진수의 아버지가 진식(陳式)이라는 주장도 있는데, 이것 역시 설득력이 부족하다. 진서에서 진수의 아버지는 가정 전투에서 마속의 부장으로 종군했다가 패전 후 곤형을 받았다는 내용이 있을 뿐 이름조차 기록되지 않았다. 반면 진식은 한중공방전에 종군했고, 유비의 동오 복수전에서도 수군 지휘관이었으며, 제갈량의 3차 북벌에서 무도 공략을 지휘한 고위급 장수였다. 진식과 같은 핵심인사가 마속의 부장으로 종군할 리는 없으며, 패전으로 곤형을 당한 인사가 무도 공략전과 같은 중요한 전투의 지휘관으로 임용되는 것도 개연성이 낮다.
제갈량은 새로운 법률인 촉과(蜀科)를 제정하고 신상필벌을 명확하게 하였다. 이는 제갈량의 정치관이 법가(法家)에 기반한 것임을 알 수 있다. 그러나 덕망이 높은 사람들을 관리로 기용했다는 점에서 유학(儒學)을 경시하지는 않았다. 또한 그가 승상에 재임한 기간 동안 촉한의 경제 규모가 크게 성장했다는 점에서 경제 정책 면에서도 유능했던 것으로 보인다. 따라서 내정(內政)과 치국(治國)의 측면에서는 관중(官仲)과 소하(蕭何)에 비견될 정도의 찬사를 받았다. 군사적인 측면에서는 기본기와 정공법(正攻法)을 중시한 지휘관으로써 삼국지연의에 묘사된 책략가적 면모와는 상당한 거리가 있다. 즉 제갈량의 군사적 특기는 책략이 아닌 부대운용이었다. 이를 기록한 문헌들은 다음과 같다.

제갈량이 군대를 이끌고 기산(祁山)을 공격했는데, 진영이 잘 정돈되어 있고, 상벌이 엄숙하며 호령이 분명했다. - 삼국지(三國志) 제갈량전(諸葛亮傳)
제갈량은 부대를 교묘하게 통솔하였으며, 군령은 엄명하였다. - 진양추(晉陽秋)

삼국지연의에서는 제갈량을 화공(火功) 및 반간계(反間計)의 명수로 묘사하고 있는데 반해, 실제 역사의 제갈량은 8년간의 북벌 동안 화공을 사용한 적이 없으며 반간계의 활용 빈도 역시 낮았다. 또한 위연이 제안한 자오곡 계책을 거부한 것으로 볼 때 속공이나 야습과 같은 위험부담이 있는 작전 역시 선호하지 않은 듯 하다. 즉 전반적으로 정적(靜的) 스타일의 작전을 사용한 것으로 보이며 임기응변의 군략이 장기가 아니었다는 진수의 평은 상당한 설득력을 가진다. 하지만 의외로 동적(動的)인 측면도 있다. 복병 전술을 자주 구사하였고, 이를 이용해 여러 차례 승리하였다.
제갈량이 임기응변의 책략에 능하지 못했다는 점을 근거로 군사적 능력이 크게 떨어진다는 주장을 하는 이들도 있는데, 이에 대해서는 다양한 반론이 있다. 먼저 실제 전쟁의 경우 임기응변의 책략 못지않게 부대운용 능력의 중요성이 크다는 점을 들 수 있다. 또한 1차 북벌 당시 조운의 별동대로 당시 위군의 총수였던 조진의 본진을 유인한 점, 3차 북벌이 기습의 형태로 이루어진 점, 그리고 매복계를 이용한 복병전에 능통했다는 점은 책략가로써의 능력 역시 수준급이었다는 근거로 사용된다. 특히 당시 위나라 제일의 전략가인 사마의가 4차 북벌 시 노성 전투에서 패한 이후 촉군에 대한 전략을 견벽거수(見辟擧守: 벽을 맞대고 수비만 함)로 수정했다는 점을 보면 제갈량이 만만한 상대가 아니었음을 반증하는 것이다.
어떤 이들은 제갈량이 위연의 자오곡 계책을 채택하지 않은 것에 대해, 군사적 안목이 없었다고 평가하기도 한다. 사실 자오곡 계책은 지금의 시각으로도 꽤 혁신적인 작전이었고 성공했을 경우 촉한이 위나라 서부를 석권할 수도 있었겠지만, 상당한 위험부담을 안고 있었다. 먼저 1만의 군사(전투병 5천, 보급병 5천)가 험준한 산악지역을 700여리나 이동해야 하기 때문에 피로 누적에 의한 전투력 저하를 감수해야 했다. 위연은 자오곡을 지나 장안(長安)을 급습하면 수비군의 사령관인 하후무(夏候楙)가 도주할 것으로 예상했다. 하지만 장안이 요새화된 도시임을 감안하면 쉽게 함락되지 않을 수도 있었다. 특히 장안의 위군이 농성전을 벌이는 동시에 기곡에 있는 조진의 본진에서 구원군을 파견하면 위연의 별동대는 고립되어 패퇴할 가능성이 높았다. 이는 기본을 중시하고 모험을 선호하지 않는 제갈량으로써는 받아들일 수 없는 작전이었다.
결국 제갈량의 군사적 능력에 대한 논란은 진수가 말한 "임기응변의 장략이 장기가 아니었다"를 어떻게 해석하느냐에 따라 달라진다고 볼 수 있다. 그의 군사적 능력을 비판하는 이들은 이를 제갈량의 책략 구사 능력이 매우 떨어졌다는 의미로 해석한다. 반면 제갈량을 옹호하는 이들은 책략가로서의 역량이 정치가로서의 역량과 비교했을 때는 상대적으로 떨어지지만 그마저도 비범한 수준이었으며, 그의 군사적 능력은 부대운용의 측면에 중점을 두고 평가해야 한다고 주장한다. 일단 당대 제갈량을 가까이서 본 사람들은 제갈량의 군사적 능력을 높이 평가한 듯 하다. 이는 다음의 기록들을 통해 엿볼 수 있다.
제갈량이 위수(渭水) 유역으로 진격하자. 관중(關中) 일대가 발칵 뒤집혔다. - 삼국지(三國志), 세설신어(世說新語)
제갈량이 병으로 죽자 제장들은 둔영을 불태우고 퇴각했다. 선제(宣帝: 사마의를 말함)께서 출병해 이를 추격했다. 제갈량의 장사 양의가 북을 치며 군사들을 되돌리니 다시 맞서 싸우려는 듯 했다. 선제는 "궁지에 몰린 적은 몰아붙이지 않는다"라고 말하고 돌아왔다. 과연 양의는 결진한 채 떠났다. 다음 날 선제는 제갈량이 진을 쳤던 자리에 가서 가서 남은 흔적을 살펴보고 도서와 양곡을 많이 노획했다. 그제서야 제갈량이 죽었음을 알아채고 말했다. "그는 과연 천하의 기재(奇才)로구나." - 진서(晉書) 선제기(宣帝記)
군이 퇴각하자 선왕(宣王-사마의)이 그의 영루(營壘)와 처소(處所)를 둘러보고 말했다, "천하의 기재(奇才)로다!" 양의(楊儀) 등이 군을 정돈하고 출발하자 백성들이 선왕(宣王)에게 급히 고했고 선왕이 이를 추격했다. 강유는 양의에게 명하여 군기를 반대로 하고 북을 울리도록 하여 선왕에게로 향하는 것처럼 하자, 선왕은 이내 물러나 감히 핍박하지 못했다. 이에 양의는 진형을 짠 채 물러나고 계곡으로 들어간 뒤 발상(發喪)했다.  선왕이 퇴각하니 백성들은 속어(諺)를 지어 "죽은 제갈(諸葛)이 살아있는 중달(仲達)을 달아나게 했다." 라고 했다. 어떤 이가 이를 선왕에게 고하자 선왕이 말했다, "나는 산 자를 헤아릴 수는 있지만 죽은 자를 헤아려 대적할 수는 없다" - 삼국지(三國志) 제갈량전(諸葛亮傳)
제갈량이 죽고 비의는 강유의 북벌을 반대하며 말했다. "승상조차 하지 못한 일을 우리가 할 수 있겠소? 걸출한 인물이 나타나기 전까지 기다림만 못하오." - 삼국지(三國志) 비의전(費禕傳)

제갈량의 북벌은 위나라를 멸하여 한실을 회복하는 것이 명분이었겠지만, 실제 현실적인 목표는 옹·양 2개주를 점령하여 국력의 신장을 꾀하고 중원 진출을 수월하게 한다는 평가가 타당하다. 《삼국지》《위서》《진태전》에 그 기록이 나온다. 또 제갈량은 높은 권력을 얻었지만 왕이 되려고 하진 않았는데 제갈량집에는 이엄이 구석을 권하자 답신을 통해 "천하가 평정되면 모두 더불어 높아지고 십명도 받을 수 있는데 하물며 아홉이랴?"라는 발언을 한 기록이 남아있다. 여기서 십명은 실제로 존재하지 않는 것이니 이엄을 달래기 위해서 이런 말을 한 것이다.
//제갈충무기에 이르길: 환온(桓溫)이 촉(蜀)을 정벌하였는데 제갈무후가 (생존하였을) 때 소사(小史)를 지낸 사람이 아직도 (살아) 있어 나이가 1백여 세였다. 환온이 묻기를
“제갈승상은 지금의 누구와 더불어 비교 할 만한가?”
하니 자신과 비교할 만하다 여겨 마음으로 자못 자긍(自矜)하였다. 대답하여 말하기를
“제갈공께서 계실 때에는 또한 남다름을 깨닫지 못하였사온데, 공께서 돌아가신 후부터는 그분과 비교할 만한 (사람을) 본적이 없습니다.”
하였다

## 일화
- 제갈량은 후한 헌제와 같은 해에 태어나서 같은 해에 사망했다.
- 당시 저명한 인사였던 왕찬(王粲)과 배잠(裴潛)은 제갈량(諸葛亮)에 대해 "천지소이자(天之所以資)" 하늘이 준 자산이라고 하였다.
- 진수의 제갈량전에 따르면 키는 8척(184cm)[12]에 용모가 매우 빼어났다고 한다. 세설신어에 따르면 그의 친형인 제갈근은 말처럼 머리가 길게 생겼다고 하니 형제의 풍모가 달랐을 수도 있다. 다만, 정사에서는 제갈근 역시 외모를 갖추고 있었다고 기록하고 있으니 제갈근 역시 단순히 얼굴이 긴 미남이었을 가능성도 있다.
- 제갈량의 풍모에 대해서는 관옥같은 얼굴에 흰 학창의와 백우선을 가진 모습이 신선과 같다고 묘사되는 것이 대부분이다.[13] 이외의 이견으로 제갈량이 피부가 거칠어 송백같으며 깡마른 외모였다는 주장이 있는데, 그 주장의 출처로 사용되는 성원운보(性源韻譜)는 신뢰할 수 있는 사료가 아닐 뿐더러 그 존재 자체도 의심되는 것이다. 다만, 평소 소식하고 과로하는 습관이 있었으며 말을 타지 못하고 수레를 타고 다녔던 것을 보아 실제로 마른 체격에 몸이 약했을 가능성은 크다. 어떤 의견에서는 피를 토했다는 위략의 기록을 근거로 그의 지병이 폐결핵이라고도 한다.
- 제갈량의 아내인 황씨는 '황두흑색(노란 머리, 검은 피부)'에 키가 8척(184 cm)[14][15]이나 되어 여자로서의 매력이 부족하였다고 전해진다.
- 위략에 제갈량이 유비에게 먼저 찾아왔다는 기록이 있긴 하지만, 해당 기록은 촉한에 대한 정보가 잘못된 것이 많으며 제갈량은 그의 출사표에서 삼고의 예를 분명히 명시하고 있다.
  - 제갈량을 영입하자 관우(關羽)와 장비(張飛)는 불만을 품었는데, 유비가 그들에게 '(나는) 물고기가 물을 만난 격(수어지교)'이라고 하여 그들의 불만이 없어졌다고 한다.
- 출사표에서 제갈량이 직접 언급한 뽕나무와 척박한 토지는 제갈량이 청빈했음을 알려주는 일화라기보다는 '그 정도의 땅이 있으니 자손들이 먹고 살기에는 충분했다'라고 이해할 수 있다.
- 고금도검록에 따르면 유비에게 검을 하사받기도 했고 검을 패용했다는 말이 있어 나름 검술에 소질이 있던 것으로 보인다.
- 삼조시문역주에 따르면 적벽대전 이전에 조조에게 회유당한 적이 있다. 조조는 제갈량에게 편지와 함께 정향 5근을 보냈는데, 정향은 당시 황제를 가까이 모시는 고관들이 구취 제거를 위해 복용하던 것이었다.
- 익주에 있을 때 제방을 쌓았는데 '제갈제'라는 이름이 붙여졌으며, 화정(火井)을 순시하자 그 후 불길이 더 거세졌다는 일화도 있다.
- 만두

제갈량이 운남 지역을 정벌하고 오는 길에 노수에서 심한 풍랑을 만난다. 맹획이 풍습에 따라 마흔아홉의 사람의 머리로 제사를 지내야 풍랑이 멎는다고 하자 제갈량이 사람 머리 모양의 밀가루로 제사를 지낸 것이 만두의 시초라는 이야기가 있다.
- 제갈노

제갈노(諸葛弩)는 열 개의 화살을 연속해서 발사할 수 있는 연발식 연노이다. 제갈량이 발명했다고 알려져 있지만 실제 제갈노는 명나라 때 개량된 것으로 알려져 있으며 제갈량에 대한 중국인의 애정표시로 볼 수 있다. 실제 제갈량이 개발한 것은 연노(連弩)를 개량한 원융(元戎)이라 했다. 쇠로 화살을 만들고 화살 길이는 8촌이었고, 한번 노(弩)를 쏘면 10개의 화살이 함께 발사되었다고 한다.
- 법의 집행에 있어서는 원칙적이었다. 자신이 그렇게 아끼던 인재이자 자신의 친구인 마량(馬良)의 동생 마속이 가정 전투의 책임을 물어 참수(읍참마속)시켜 해이해질 수 있는 군의 기강을 바로잡았다. 뿐만 아니라 자신도 승상에서 우장군으로 강등시켜 책임을 져 법의 집행에 예외가 없음을 스스로 보여주었다.
- 원준(袁準)이 제갈량의 북벌에 대한 기록을 남겼는데, 여기에 따르면 제갈량이 평소 군사들의 무장과 무기 상태를 언제나 최고 상태로 유지했고 진채와 병기, 그외 전쟁에서 쓰는 도구도 멋있고 정교하게 꾸몄다고 한다. 촉나라 사람이 경박해 이렇게라도 해야 군대가 유지된다고 원환의 아들은 평했지만 이는 지역감정적인 발언이라 액면 그대로 믿기 힘들고 병사들의 사기를 최고 상태로 유지하고 백성들의 부담을 덜어주기 위한 제갈량의 수완과 배려의 일환으로 봄이 옳다.
- 중국에서 무속의 신으로 숭배된다. 이때는 '와룡선생'신이라고 부른다.
- 서주에서 이주해 형주에 정착한 이후 제갈량의 일족은 형주의 호족들과 통혼하였다. 채모에게는 누나가 두 명이 있었는데 큰 누나는 제갈량의 장인 황승언에게 시집갔고 둘째 누나는 유표에게 시집갔다. 제갈량은 황승언의 딸중 한 명에게 장가를 갔고 다른 하나는 유종에게 시집갔다. 한편 제갈근은 제갈량이 유비를 만나기 이전에 이미 오나라의 중신이 되어 있었고 제갈량의 큰 누나는 괴기에게 시집갔는데 괴기는 괴량, 괴월과 친족이다. 또한 제갈량의 작은 누나는 방덕공의 아들인 방산민에게 시집갔는데 방통은 방산민과 사촌 형제 사이였다. 또한 위나라의 장수 제갈탄은 제갈량의 친척 형제였다. 결과적으로 황승언, 유표, 채모, 방통, 괴기, 괴량, 괴월이 모두 다 제갈량과 친인척인 셈이다.
- 제갈량은 후한 헌제와 같은 년도에 태어난 동갑내기(181년 출생)이며 같은 나이에 사망(234년 사망)하기마저 했다.

## 주요 수하 장수
- 조운
- 강유
- 동윤
- 마대
- 마속
- 마충
- 비의
- 양의
- 위연
- 장완
- 장익
- 왕평
- 요화
- 등지
- 진식

## 친족 관계
제갈량이 황승언의 딸인 황부인과 결혼한 관계로 채모와도 친인척관계이다. 채모에게는 누나가 두 명 있는데 큰 누나가 황승언의 아내이며 작은 누나가 유표의 아내이다. 즉, 채모는 촌수상 제갈량의 처외숙부가 된다. 그리고 채모의 큰누나의 작은딸, 즉 황부인의 동생은 채모의 의붓조카 유종의 아내였으니 유종과 제갈량은 동서지간이 된다.
또한 제갈량의 아버지 제갈규는 슬하에 3남 2녀를 두었는데 장남 제갈근은 오나라의 중신으로 손권의 가신이며 제갈량의 큰 누나는 방덕공의 아들인 방산민의 아내인데 방산민은 방통의 사촌 형제다. 제갈량의 작은 누나 역시 형주의 유력 가문인 괴씨 집안의 일원인 괴기의 아내인데 괴기는 괴량, 괴월과 같은 일족이다.

### 일족
- 제갈각
- 제갈경
- 제갈교
- 제갈규
- 제갈균
- 제갈근
- 제갈반
- 제갈정
- 제갈첨
- 제갈탄
- 제갈풍
- 제갈회

### 같이 보기
- 남양 제갈씨
- 칠원 제씨
- 남양 갈씨
- 무후사
- 천하삼분지계